# Bella Bell-Gam
Bella Bell-Gam (née le 24 août 1956) est une athlète nigériane.
Elle est la sœur jumelle de Judy Bell-Gam.

## Carrière
Bella Bell-Gam remporte aux Jeux africains de 1978 la médaille d'or du pentathlon et du relais 4 x 100 mètres, la médaille de bronze du 100 mètres haies et la médaille de bronze du saut en longueur. Aux Championnats d'Afrique de 1979, elle obtient la médaille d'or du saut en longueur et du pentathlon et la médaille d'argent du 100 mètres haies.